# 米凱爾·拉斯科

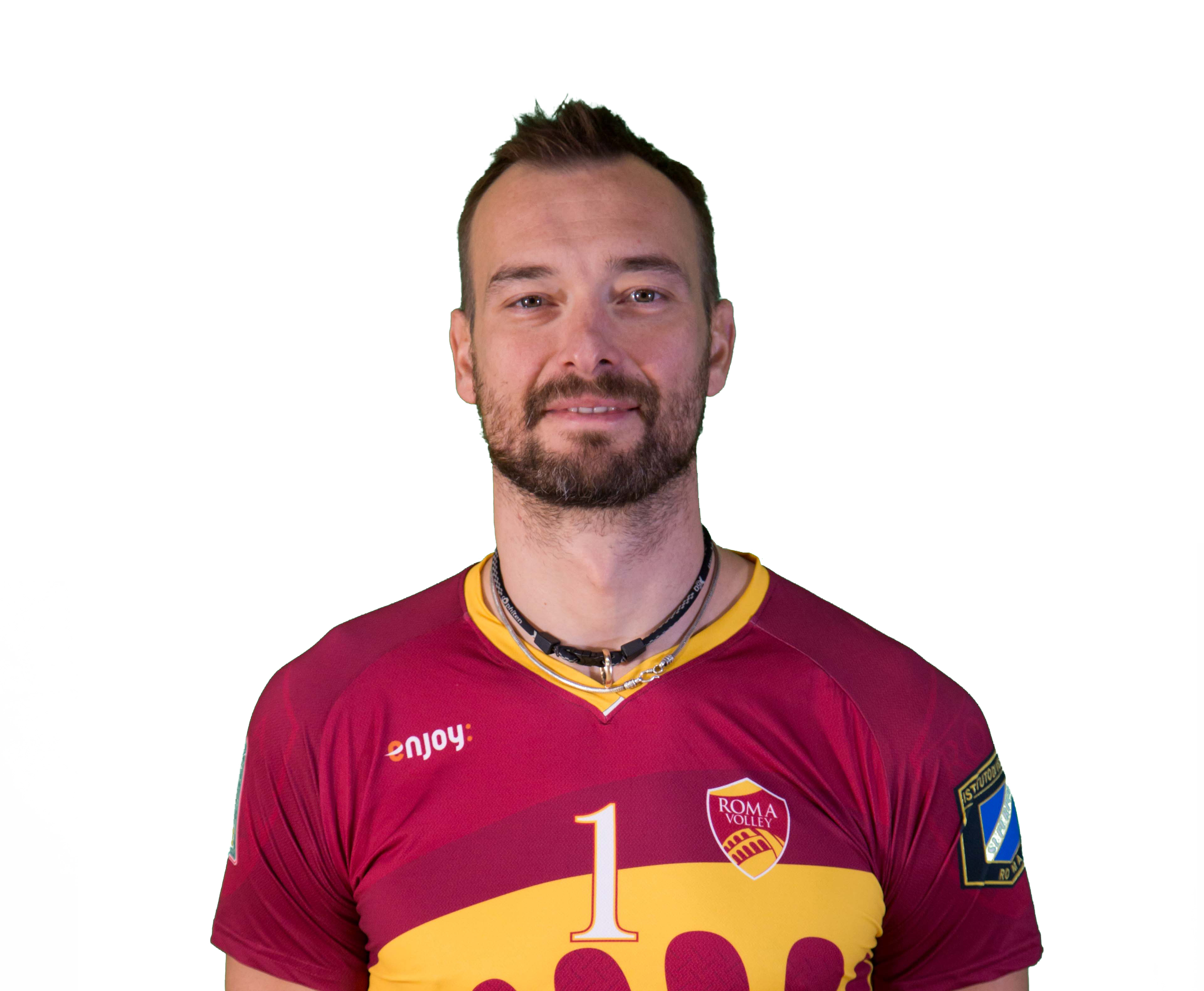
米凱爾·拉斯科

米凱爾·拉斯科（義大利語：Michal Lasko；1981年3月11日—）是一位意大利排球運動員。他是波蘭裔意大利人。他也代表意大利國家男子排球隊參賽，參加了2012年奧運會的比賽。